# Bestorps naturreservat, Götene kommun
För andra betydelser, se Bestorps naturreservat.
Bestorp är ett naturreservat inom Kinnekulle naturvårdsområde i Götene kommun i Västergötland.

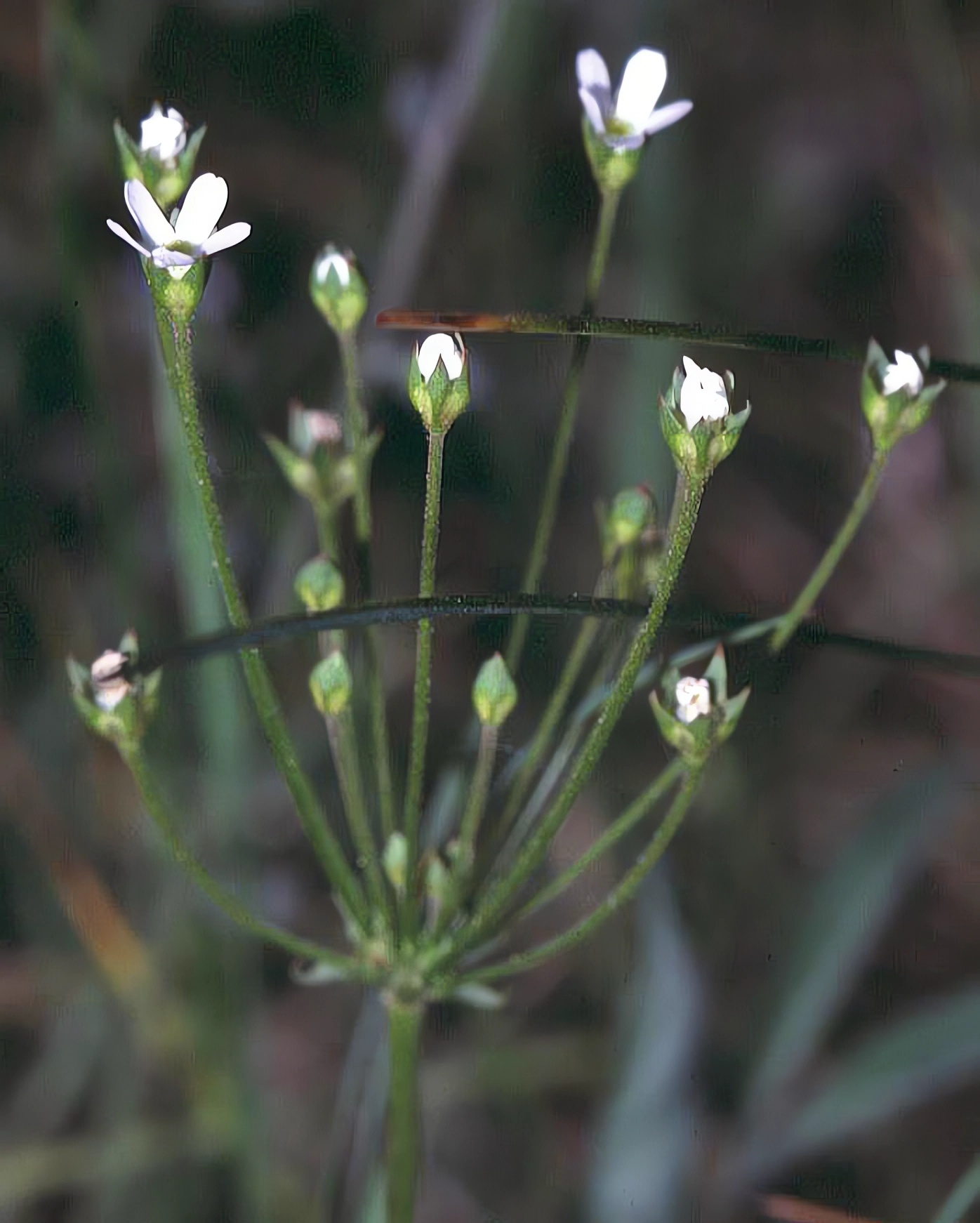
Grusviva

Området är skyddat sedan 2007 och omfattar 125 hektar. Det ligger söder om toppen på platåberget Kinnekulle. Inom reservatet löper system av åsar av sten och block. På åsarna växer barrskog och mellan åsarna växer lövskog. Där finns även stora betesmarker där grusviva, Sankt Pers nycklar och törnskata trivs. 
Kinnekulle vandringsled löper genom en stor del av reservatet.
Hellekis naturreservat ingår i EU:s nätverk av skyddade områden, Natura 2000.